# Ignacy Bujnicki
Ignacy Adam Nieściuszko-Bujnicki (ur. 23 lipca 1891 w Prozorokach, zm. 11 listopada 1939 w Kaliszu) – polski inżynier, polityk, w latach 1937–1939 prezydent Kalisza, zamordowany przez Niemców w 1939.

## Wczesne lata i wykształcenie
Syn Włodzimierza i Bronisławy z Koernerów. Gdy Ignacy miał kilkanaście lat, jego rodzina, wywodząca się z zubożałej szlachty zamieszkałej na Wileńszczyźnie, przeniosła się do Kalisza, stolicy guberni kaliskiej. Został przyjęty do kaliskiej Szkoły Realnej (w jej budynku mieści się obecnie III LO im. M. Kopernika), jednak za udział w strajku szkolnym w 1905 został z niej usunięty, a naukę kontynuował w polskiej Szkole Handlowej w Kaliszu, w której w 1910 złożył egzamin dojrzałości.
Studiował na Wydziale Budowy Maszyn w Szkole Politechnicznej we Lwowie, następnie na Wydziale Elektromechanicznym Instytutu Politechnicznego w Sankt Petersburgu, który ukończył w 1917 otrzymawszy dyplom inżyniera mechanika. Podczas studiów we Lwowie działał w Związku Strzeleckim, gdzie skończył szkołę podoficerską.

## W niepodległej Polsce
Do połowy 1919 pracował w rosyjskim Carycynie, a następnie został zatrudniony w polskiej misji repatriacyjnej działającej w rumuńskim Gałaczu. Po powrocie do wolnej Polski wziął udział, jako saper, w wojnie polsko-bolszewickiej.
Po wojnie, w 1922 sprowadził się na stałe do Kalisza. W tymże roku objął stanowisko dyrektora elektrowni miejskiej, mieszczącej się wówczas w centrum miasta przy Alei Józefiny nr 2 (obecnie pozostał tylko jeden budynek tej elektrowni, dawny folusz Repphana). Po przewrocie majowym w 1926 roku dał się poznać jako działacz polityczny związany z sanacyjnym Bezpartyjnym Blokiem Współpracy z Rządem, a przede wszystkim jako specjalista od spraw elektryfikacji. Dzięki jego staraniom została wybudowana elektrownia w Piwonicach (osiedle Kalisza), która stała się Okręgowym Zakładem Elektrycznym Miasta Kalisza „OZEMKA”, której Bujnicki został dyrektorem. Działał również społecznie, m.in. w Polskim Czerwonym Krzyżu, kaliskim Towarzystwie Miłośników Sceny. Jednocześnie, w latach 1933–1935, pełnił funkcję tymczasowego prezydenta miasta Piotrkowa.

## Prezydent Kalisza
W październiku 1937 został wybrany na stanowisko Prezydenta Miasta Kalisza, zastępując dotychczasowego prezydenta Kazimierza Sulistrowskiego. Wybór Bujnickiego na prezydenta miasta był mocno krytykowany przez opozycję, w prasie pojawiły się zarzuty o przekupieniu radnych w czasie wyborów, ale nie przedstawiono na to niezbitych dowodów i sprawa nie została wyjaśniona. Funkcję prezydenta sprawował do września 1939. Tuż przed wybuchem II wojny światowej polecił, aby podległym mu pracownikom Zarządu Miejskiego wypłacono trzymiesięczne wynagrodzenia.

## Aresztowanie i śmierć
Po wybuchu wojny, na początku września 1939, motocyklem dojechał do Warszawy, skąd wraz z rodziną dotarł aż do Brodów w województwie lwowskim. Po wkroczeniu Armii Czerwonej, w październiku Bujnicki i jego rodzina postanowili wracać. Będąc już w Sieradzu, 50 km od Kalisza, Bujnicki został ostrzeżony, że poszukują go Niemcy, pamiętający jego patriotyczne, antyniemieckie publiczne wystąpienia sprzed wojny. Bujnicki postanowił ukryć się u znajomych w podkaliskich Błaszkach, a jego żona Halina z dziećmi wróciła do Kalisza. Po przyjeździe do Kalisza, żona prezydenta udała się do miejskiego ratusza, gdzie Bujniccy mieszkali przed wojną, chcąc odzyskać rodzinne meble. Została zatrzymana przez Niemców i rozpoznana. Pod wpływem groźby aresztowania syna, Bujnicka wydała Niemcom miejsce, w którym ukrywał się jej mąż. Bujnicki, jego żona i córka Alicja zostali aresztowani, synowi Leszkowi udało się uciec do Warszawy. Prezydent był przetrzymywany w kaliskim więzieniu przy ulicy Łódzkiej. Ostatni raz był widziany 11 listopada 1939, gdy wraz z innymi więźniami został przewieziony do siedziby kaliskiego Gestapo przy ulicy Jasnej. Data i miejsce śmierci prezydenta długo nie były znane. Przypuszczano, że został zamordowany przez Niemców w listopadzie lub grudniu 1939 w lesie winiarskim, przy drodze na Turek lub w więzieniu w Rawiczu. Po 1990, na podstawie karty osobowej z zasobów IPN ustalono, że Ignacy Bujnicki został rozstrzelany 11 listopada 1939 na starym cmentarzu żydowskim przy ulicy Nowy Świat w Kaliszu.
W 2017 pośmiertnie uhonorowany tytułem Honorowego Obywatela Miasta Kalisza.

## Varia
Urodził się w miejscowości, z której pochodził także inny Ignacy Bujnicki (1861–1917), założyciel białoruskiego teatru. W 1918 ożenił się z Haliną.

## Ordery i odznaczenia
- Złoty Krzyż Zasługi (10 listopada 1933)[7]
- Krzyż Legionowy
- Odznaka honorowa „Za walkę o szkołę polską”